# 石角镇 (佛冈县)
石角镇，是中华人民共和国广东省清远市佛冈县下辖的一个乡镇级行政单位。

## 行政区划
石角镇下辖以下地区：
城东社区、附城社区、振兴社区、站前社区、城南社区、沿江社区、科旺村、吉田村、冈田村、诚迳村、二七村、龙塘村、小潭村、里水村、山湖村、凤城村、莲溪村、观山村、黄花村、三莲村、三八村、石铺村和小梅村。